# Batalla de Lleida (1642)
La batalla de Lleida, també coneguda com la batalla de les Forques de 1642, pel paratge on va tenir lloc, fou un dels episodis de la Guerra dels Segadors. S'hi enfrontaren les tropes castellanes comandades pel marquès de Leganés, Diego de Guzmán, cosí del comte-duc Olivares i les tropes francocatalanes del mariscal i virrei de Catalunya Philippe de La Mothe-Houdancourt.
La victòria va ésser per a De La Mothe i es va poder evitar que l'exèrcit castellà ocupés la ciutat de Lleida. La posició del comte duc Olivares davant Felip IV de Castella es va veure molt compromesa amb aquest seguit de victòries francocatalanes.

## Antecedents
La primavera del 1640, Francesc de Tamarit fou empresonat acusat de no facilitar les lleves i els allotjaments. Camperols revoltats van entrar a Barcelona el 22 de maig i el posaren en llibertat. El 7 de juny del mateix any, en el Corpus de Sang, grups de segadors entren de nou a la ciutat i fou assassinat el virrei de Catalunya Dalmau III de Queralt.
El setembre, l'exèrcit de Felip IV va ocupar Tortosa amb l'aliança senyorial catalana i del bisbe de la ciutat, que, com la totalitat dels bisbes que ocupaven les seus catalanes, era políticament reialista. L'ocupació fou seguida d'una duríssima repressió contra el poble revoltat. El 17 de gener de 1641, davant l'alarmant penetració de l'exèrcit castellà, Pau Claris al capdavant de la Generalitat de Catalunya, proclamà la República Catalana, amb l'adhesió de la burgesia urbana descontenta per la pressió fiscal, acordant una aliança politicomilitar amb França. Per obtenir l'ajuda, es posava Catalunya sota l'obediència de Lluís XIII de França. Pocs dies després, amb l'ajuda de l'exèrcit francès, la Generalitat obtingué una important victòria militar en la batalla de Montjuïc del 26 de gener del 1641. Poc més tard moria Pau Claris, i la difícil situació local i internacional, dugué a la Generalitat a proclamar comte de Barcelona i sobirà de Catalunya al rei Lluís XIII.
Les tropes franceses i catalanes van intentar consolidar el domini sobre les terres de ponent i el sud de Catalunya assetjant infructuosament Tarragona. Felip IV d'Espanya, veient que la major part de Catalunya estava en mans franceses i catalanes, que havien avançat fins a Montsó, renunciant al Rosselló després de la caiguda de Perpinyà i evacuant els terços de Roses va decidir llançar una ofensiva per prendre Lleida. Tropes de Saragossa i Tarragona dirigides per Diego Mesía Felípez de Guzmán, marquès de Leganés i virrei de Catalunya, es van reunir sumant entre divuit i dinou mil homes van ser enviades per atacar els francesos de Lleida.
El 2 d'octubre els espanyols, que estaven a Vilanoveta es van retirar a Torres de Segre en saber que l'exèrcit de socors s'aproximava a Lleida. El 3 d'octubre hi hagué un encontre entre la cavalleria comanada pel Baró d'Alais i 200 cavalls castellans. L'exèrcit catalanofrancès, després de passar per Lleida, es va instal·lar a Vilanoveta, fins al dia 7.

### L'exèrcit castellà
L'exèrcit castellà era la reunió de l'exèrcit de Leganés que havia estat tot l'any a Aragó i del de Hinojosa i Mortara. Val a dir que les tropes de Leganés eren molt majoritàriament novençanes i es componien entre altres dels terços del Príncipe amb més de 3.500 infants formats en 3 batallons que reunien unes 7 companyies cadascun, Conde-Duque, Simon Mascarenhas, d'Aragó comanat per José Coloma i la cavalleria dels Ordes militars i la de Flandes.

### L'exèrcit catalanofrancès
L'exèrcit francès, comandat per Philippe de La Motte Houdancourt, es componia d'uns 9.000 infants, incloent-hi els regiments d'infanteria de Champagne, La Mothe, Tonneins, Rébé, Vandy, Poitou, Lyonnais, Cinq-Mars, Uxelles, Comte de Rosselló i el Regiment de Barcelona comandat per Jeroni de Miquel, i 4.000 cavalls, incloent-hi els regiments de cavalleria de Magaloti, Alais (de 6 companyies), ⁣Pierre Huault de Bussy de Vaires, Brissac, Aubaye, Saint Simon, Roches-Baritaud, Terrail, Villeneuve, Aubais, Mérinville, Du Roure i el de cavalleria catalana de Josep d'Ardena, que va formar part de la reserva, a més a més de les companyies de cavalleria del Baró de Pujols i de guàrdies del Mariscal de La Mothe-Houdancourt. L'exèrcit formà en 11 esquadrons d'infanteria i 41 esquadrons de cavalleria i amb 2 bateries (una de 5 i l'altre de 3 canons). Les tropes catalanes estaven formades per 2 terços d'infants, un de Barcelona i l'altra del Batalló del Principat i pel terç de cavalleria de Josep d'Ardena del Batalló.

## Batalla
L'artilleria francesa batia el camp amb eficàcia i l'atac l'iniciaren els tres-cents genets de la cavalleria castellana de Rodrigo de Herrera, encapçalant l'atac dels regiments del Príncep i el del Conde Duque, amb quatre mil infants i dos mil cavallers, prenent una de les bateries, de tres canons i duent els canons al camp castellà.
La infanteria francesa fou atacada pel gruix de la cavalleria castellana i va resistir la càrrega, però l'ala dreta comandada pel senyor de Terrail es va trencar, necessitant el suport de dos esquadrons de cavalleria de Magaloti mentre la resta del regiment de cavalleria, comandada per Louis de Valois, comte d'Alais i Colonel Général de la cavalerie avançava fent retrocedir els castellans i l'ala esquerra, comandada per Philippe de Châteaubriant, comte des Roches-Baritaut també avançava. La lluita es perllongava i mentre les tropes castellanes estaven exhaustes i descoordinades van entrar en acció les reserves franceses i al vespre, l'exèrcit de Felip IV de Castella va haver d'emprendre la retirada, deixant milers de baixes darrere seu.

## Conseqüències
Les tropes castellanes perderen un canó, 6 cornetes i 4 banderes. El nombre de baixes fou especialment elevat entre la cavalleria de les Ordres.
Les tropes franceses sortiren ben parades de la batalla, però ni de lluny tan bé com presumiren ja que havien tingut un miler de baixes aproximadament. D'altra banda, els francesos perderen 3 falconets que Leganés va aconseguir retirar, mentre que ell al seu torn perdé un canó. Tanmateix, la victòria francesa fou celebradíssima i augurà noves conquestes. Temps més tard, de La Mothe-Houdancourt fou premiat amb el títol i els béns del Ducat de Cardona, confiscats pels francesos.